# Jovan Cvijić
Jovan Cvijić (Loznica, 12 de octubre de 1865 — Belgrado, 16 de enero de 1927) fue un geógrafo, etnólogo e 
historiador de origen serbio, que llegó a ejercer como director de la Real Academia Serbia de Ciencias y como rector de la Universidad de Belgrado, a lo largo de toda su vida.

## Primeros años y familia
Cvijić nació Loznica, en la parte más occidental del Principado de Serbia. Su familia era parte de la rama familiar Spasojević de la etnia piva (Pivljani) de la Antigua Herzegovina (actualmente Montenegro). El padre de Cvijić, Todor, se desempeñaba como comerciante; su abuelo, Živko, fue el líder de Loznica y un partidario de la Casa de Obrenović en Mačva. Živko había participado en 1844 en el Levantamiento Katana contra el grupo conocido como Defensores de la Constitución y murió siendo torturado.
El tatarabuelo de Cvijić, Cvijo Spasojević, el patriarca de la familia Cvijić, fue un líder haiduque en la Antigua Herzegovina que peleó en la Primera insurrección serbia contra el Imperio Otomano. Luego de su fracaso en 1813, se trasladó a Loznica, donde construyó su hogar y abrió una tienda.
Su padre, Todor (fallecido en 1900), era un comerciante que terminó aceptando un trabajo de administrativo en la municipalidad del lugar. La madre de Cvijić, Marija (cuyo apellido de soltera era Avramović), era originaria del pequeño pueblo Korenita en la región de Jadar (cerca de Tronoša y Tršić, lugar de nacimiento de Vuk Stefanović Karadžić). Todor y Marija tuvieron dos hijos, Živko y Jovan, y tres hijas. Cvijić solía decir que su infancia estaba marcada por la educación espiritual y la educación primaria que le habían prodigado su madre y su familia; no hizo muchos comentarios nunca acerca de su familia paterna. Sin embargo, en sus trabajos en psicología ética, Cvijić habitualmente hacía referencia a la «raza dinárica» de su padre.

## Educación

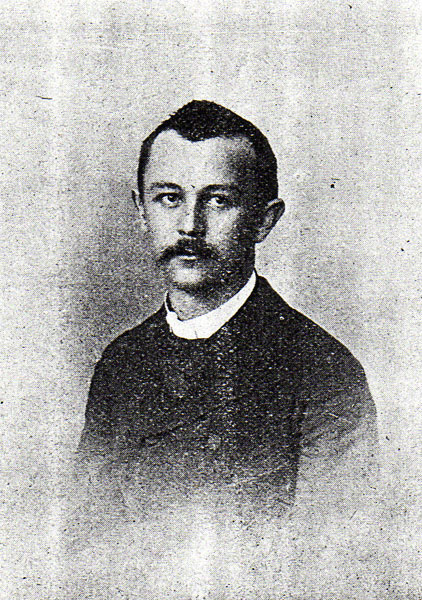
Cvijić en su juventud.

Luego de completar la educación más básica, Cvijić asistió a la grammar school en Loznica donde comenzó a desarrollar interés en la literatura y aprendió francés y alemán.
Continuó sus estudios en Šabac, antes de ingresar al Primer Gymnasium de Belgrado para estudiar Medicina, de donde se graduó en 1884.
Tras su graduación, intentó seguir estudiando medicina, pero sus contactos no pudieron conseguirle ninguna beca para alcanzar el título de médico. Un profesor de geografía del secundario le sugirió que asista a las clases de Geografía de la Velika skola en Belgrade (actual Universidad de Belgrade). Cvijić, siguiendo su consejo, se inscribió en este curso y se graduó en 1889.

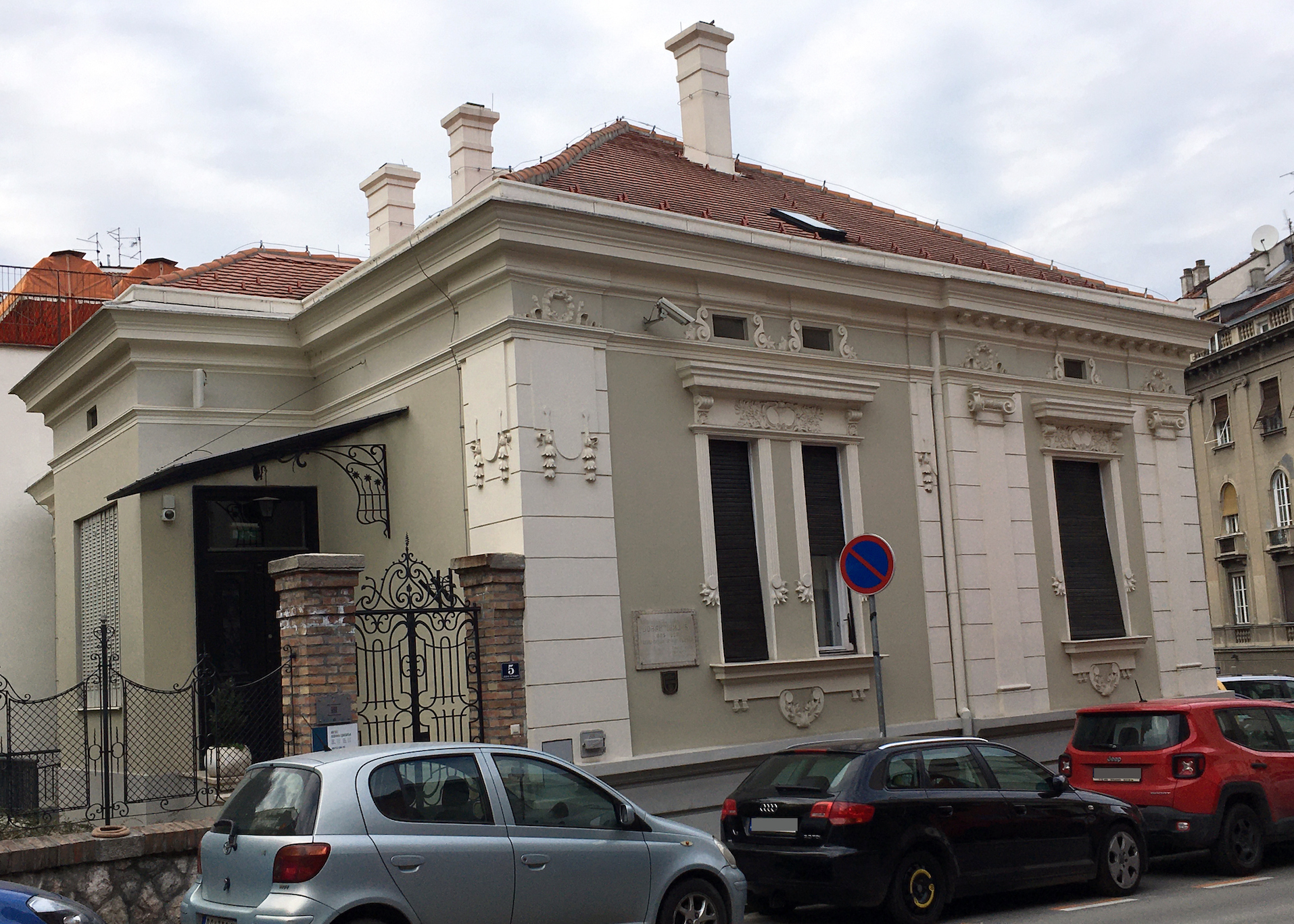
Casa de Jovan Cvijić en Belgrado.

Cvijić comenzó a dar clases en la Segunda Escuela Masculina de Lengua de Belgrado, al mismo tiempo que publición su primer trabajo geográfico sobre los paisajes de Karst en 1889, cuya inspiración la tomó de la visita de las zonas rurales del este de Serbia que atrajeron su interés.
Se incorporó a la Universidad de Viena, donde estudió geografía física y geología bajo la tutela de Albrecht Penck, de Eduard Suess (presidente de la Academia Austríaca) y de Julius von Hann. Recibió su PhD de la Universidad de Viena en 1893. Su tesis Das Karstphänomen, introdujo la subdisciplina de estudio de la geomorfología de Karst.
Poco tiempo después, Cvijić viajó por los Balcanes con el fin de realizar trabajos de campo e investigaciones al respecto.
En 1911, Cvijić se casó con Ljubica Nikolić, una viuda de Belgrado, de soltera Krstić (1879–1941).

## Obras de Jovan Cvijić
- Балканско полуострво и Јужнословенске земље (1. део)
- Балканско полуострво и Јужнословенске земље (2. део)
- О исељавању босанских мухамеданаца
- Анексија Босне и Херцеговине и српско питање
- Праве и лажне патриоте
- "Mapa etnográfico de la Península de los Balcanes" por Jovan Cvijic de 1918